# Always Love (canção de Lauren Jauregui)
"Always Love" é uma canção da cantora e compositora americana Lauren Jauregui, lançada em 28 de outubro de 2022, e pertencente ao EP In Between. O single relata o amor e respeito que fica sempre que relacionamentos chegam ao fim, tratando-se da balada mais emocional e crua que a cantora já lançou em todos os seus anos de carreira.
Sobre a música, Jauregui diz que Always Love é uma balada de sua alma. "Eu a escrevi depois de uma ruptura profunda em minha vida; foi minha maneira de processar a emoção complexa que eu estava sentindo onde eu sabia que não deveria mais estar com a pessoa, mas eu realmente a amava muito. Foi uma reflexão sobre as partes bonitas que fizeram a nossa história."

## Antecedentes
Em julho de 2019, Lauren já havia compartilhado a canção (até então não lançada) em um evento de músicas ao vivo, deixando muitos fãs emocionados com a letra da canção. Mas somente em outubro de 2022, três anos depois, que a faixa foi lançada. A canção é inspirada pela positividade que Lauren sentiu após seu relacionamento com o rapper Ty Dolla $ign chegar ao fim em meados de março/abril de 2019. Logo após a separação, Jauregui compôs Always Love durante viagens a Bali e Londres ao lado dos colaboradores Trey Campbell e Malay, enquanto experimentava uma enxurrada de emoções cruas.
Inicialmente, ela queria largar a faixa o mais rápido possível. No entanto, não foi possível até o momento em que ela encerrou o contrato com a Columbia Records no ano de 2021, em favor de lidar com sua carreira de forma independente.

## Videoclipe
Na canção calma e um tanto melancólica, Jauregui detalha trechos emotivos vivenciados em seu relacionamento passado. Em um apartamento sozinha, ela vai recordando de momentos bonitos, mas que teve seu início, meio e fim. Com uma coreografia assinada por Erin Murray, Lauren compartilha cena com Claude George, onde ambos expressam o amor em uma belíssima dança com as mãos.